# Думер, Поль
Жозе́ф Атана́з Поль Думе́р (фр. Joseph Athanase Paul Doumer; 22 марта 1857, Орийак — 7 мая 1932, Париж) — французский государственный деятель периода Третьей республики, 14-й президент Франции (1931—1932).

## Биография

### Ранние годы
Родился в бедной семье железнодорожного рабочего-рельсоукладчика. Из-за низкой заработной платы его отца жилищные условия были тяжёлыми для семьи, которая тогда жила в комнате рабочего дома. В его свидетельстве о рождении указано, что он является сыном Жана Думера, «работающего на железной дороге», и Викторины Давид, «не имеющей профессии». В возрасте двенадцати лет из-за финансового положения его семьи ему пришлось бросить учёбу, чтобы поступить в подмастерья. Учился на гравёра на парижской фабрике медалей. В то же время он продолжает бесплатное обучение в Национальной консерватории искусств и ремёсел. Особенно интересуется математикой, химией, латынью и греческим языком. В 1876 году получил степень бакалавра наук с отличием.
В возрасте двадцати лет, освобождённый от военной службы из-за своего сиротского статуса, он был назначен профессором математики в колледже Менде (Лозер). В 1878 году он получил степень бакалавра математики — условие, поставленное отцом Бланш Ришель, Клеманом Ришель, чтобы он мог жениться на его дочери. Оставил преподавание в сентябре 1883 года, сославшись на проблемы со здоровьем, но на самом деле был раздражён критическим в его адрес отчётом Главной инспекции национального образования.
Затем сделал быструю карьеру журналиста в Париже. Через своего отчима он вошёл в контакт с несколькими республиканскими деятелями, включая сенаторов и генеральных советников Эйны Анри Мартена и Уильяма Ваддингтона. При поддержке последнего в 1883 году он стал главным редактором газеты Le Courrier de l'Aisne в Лаоне, где и обосновался. Во главе газеты, традиционно умеренной, он занимает очень радикальную линию и полемический тон. Поэтому, когда в конце 1883 года умер Анри Мартен, руководство газеты вынудило его уйти в отставку. После этого вынужденного ухода он вместе с Габриэлем Аното основал La Tribune de l'Aisne, первым директором которой стал и решительно повернул влево. Также сотрдуничал с парижскими газетами Le Matin и Le Voltaire.

### Муниципальный советник. В Палате депутатов Франции
В октябре 1887 года становится муниципальным советником в Лане. Две недели спустя, после отставки мэра города Жан-Франсуа Глатиньи, он был избран первым заместителем нового мэра Шарля Бонно. Его ключевое действие — начало строительства трамвая в Лане, который свяжет станцию с Верхним городом: введённый в эксплуатацию в 1899 году, трамвай будет функционировать до 1971 года.
На общенациональных выборах 1888 года был избран в Палату депутатов, где до сих пор идут жаркие дебаты между сторонниками монархии и республики. Здесь он является одним из немногих избранных представителей рабочего класса. Он голосовал против Лиссабонского законопроекта, направленного на ограничение свободы прессы и за отказ от системы списков в пользу мажоритарного голосования. Вместе с лидером радикалов Леоном Буржуа выступал за развитие производственных кооперативов рабочих, чтобы уменьшить влияние своих социалистических оппонентов. Его отношения с генералом Буланже ухудшились, когда он выступил против предложения последнего о пересмотре конституционных законов, а затем, когда он проголосовал за судебное преследование генерала и трёх депутатов от «Лиги патриотов». На выборах 1889 года он потерпел поражение от кандидата буланжистов.
Благодаря своей законотворческой работе и связям с масонством в том же году он был назначен руководителем аппарата президента Палаты депутатов Шарля Флоке, а в 1891 году на дополнительных выборах был вновь избран в парламент. Впервые выступил с идеей введения подоходного налога, а в апреле 1894 года вместе с Годфруа Кавеньяком выдвинул предложение о прогрессивном подоходном налоге, которое, в частности, встретило сопротивление Раймона Пуанкаре и отклонено Палатой депутатов. Также активно занимался проблемами колониальной политики.

### Министр финансов Франции. Губернатор Индокитая
В 1895—1896 годах — министр финансов Франции. Стремясь уравновесить государственные финансы и социальную справедливость,проводит политику жёсткой экономии, переходя к плану сбережений и увеличению налога на наследство; выступает за введение всеобъемлющего и прогрессивного налога на прибыль. Его идеи персонализации прямого налогообложения вызывают сопротивление правых и значительной части общества. При поддержке социалистов принцип подоходного налога был одобрен Палатой депутатов. Однако жёсткое сопротивление Сената привело к отставке всего кабинета. Налог был окончательно введён только в 1914 году из-за необходимости увеличения государственных доходов в связи с началом Первой мировой войны.
В 1897—1902 годах занимал должность генерал-губернатора Французского Индокитая. На этом посту отвечал за реорганизацию управления колонией, которое в то время переживала серьёзный кризис. Выступил инициатором административной модернизации, направленной на объединение различных территорий Индокитая. В 1899 году по образцу индийской государственной службы он создал единый орган государственных служб, надзор за которым возложил на инспекторов, ответственных за борьбу с коррупцией и произволом. Требуя создания государства с эффективным административным и бюджетным аппаратом, он создаёт централизованные органы. Чтобы усилить общее правительство, он уменьшил влияние династии Нгуен. Для повышения распространённости французского языка он создал Французский институт Дальнего Востока. Также являлся основателем Ханойского медицинского университета.
Введение в 1899 году общего бюджета было сделано в ущерб местным бюджетам и, в частности, Кохинхина, главного экономического локомотива Индокитая. Это вызвало резкую критику в адрес Поля Думера со стороны прессы и руководства Кохинхина, представители которого утверждали, что он хотел заставить колонию платить за протектораты. Благодаря, в частности, таможенным пошлинам и установлению налогов по соли, опиуму и рисовому алкоголю, государственному сектору удалось быстро получить профицит бюджета. Хотя эти меры негативно отразились на уровне жизни коренного населения, в то же время они позволили получить через Банк Индокитая запустить несколько крупных инфраструктурных проектов (железные дороги, дороги, мосты, порты и т.д.). В Ханое его имя носит сооружённый в те годы железобетонный мост протяжённостью 1670 метров. В области сельского хозяйства он позволяет разделить землю в пользу колонистов и крупных французских компаний. Выступал за акклиматизацию каучука.
Являлся убеждённым сторонником строительства железной дороги, пересекающей всю территорию полуострова, «Трансиндокитая», план создания которой начал разрабатывать его предшественник, Арман Руссо. Также завершил инфраструктурные работы в порту Хайфона. Перевёл правительство в Ханой, где он построил новую резиденцию для генерал-губернатора и в 1902 году назначил её столицей Индокитая вместо Сайгона.
Организовал в Ханое всемирную выставку, которая проходила в 1902 и 1903 годах, чтобы представить модернизацию, происходящую в Индокитае. Из-за высокой стоимости этого мероприятия бюджет города оказался в дефиците на десятилетие, что стало поводом для его отставки с поста губернатора.
Столкнувшись с критикой, которой он подвергался по возвращении на родину, в частности, по вопросу коренных народов, он опубликовал в 1905 году труд, посвящённый воспоминаниям об Индокитае, который послужил справочным материалом для французских военачальников во время Индокитайской войны. Генерал де Голль назвал его впоследствии его одним из лучших колониальных губернаторов в истории Франции.

### Продолжение парламентской карьеры. Первая мировая война
В 1902 году был вновь избран в Палату депутатов, в 1903 году возглавил бюджетный комитет. С 1904 по 1931 год занимал пост генерального советника департамента Эна.
В 1905—1906 годах — председатель Палаты депутатов. В 1906 году после истечения полномочий Эмиля Лубе в первый раз выставил свою кандидатуру на пост президента Франции, однако потерпел поражение от Армана Фальера. Во время выборов в законодательные органы 1910 года остался без поддержки «левых» и проиграл голосование. На два года перешёл в бизнес-сектор. Являлся председателем многочисленных советов директоров, в частности Совета директоров Compagnie Générale d’Electricité (CGE), Совета производителей и конструкторов железнодорожного и трамвайного оборудования, Совета директоров Российского горно-металлургического союза. До 1914 года также занимал пост вице-президента Союза металлургической промышленности (UIMM). В те же годы возглавил Национальное управление французских университетов и школ, созданное Леоном Буржуа и Полем Дешанелем с целью установления связей между французскими и зарубежными учебными заведениями. Таким образом, он способствовал созданию и развитию Французского института во Флоренции и Французского института в Санкт-Петербурге.
В 1912 году был избран от Корсики во французский Сенат. В начале 1913 года он присоединился к группе Республиканского союза, которая объединила радикально-демократических и радикально-социалистических левых. Выступал за необходимость реализации программы масштабного перевооружения французской армии. С началом Первой мировой войны возглавил гражданский кабинет военного правительства Парижа под руководством генерала Галлиени. Организовывал оборону французской столицы и её обеспечением продовольствием. С возобновлением в конце декабря 1914 года работы парламента гражданский кабинет военного правительства был упразднён.
В ноябре 1915 года он отправился с миссией в Петроград, чтобы договориться с императором Николаем II об отправке русских войск во Францию. В сентябре 1917 года был назначен государственным министром и членом Военного комитета в кабинете Поля Пенлеве. На этом посту он, в частности, он добился принятия законопроекта о найме на военную службу. Однако в сформированный через два месяца кабинет Жоржа Клемансо он не вошёл.
Являлся последовательным сторонником колониализма, помог в основании колониальной школы в Париже (1889) и Академию колониальных наук (1922), принадлежал к «колониальной группе» Палаты, которая призывала к «цивилизационной миссии» Французской Республике. Также занимал пост президента «Альянс Франсез», которая отвечала за развитие французского языка и культуры за рубежом.

### Министр финансов Франции. Сенатор
В 1921—1922 годах вновь возглавлял министерство финансов. В сложных экономических условиях он проводит протекционистскую политику, повышая таможенные тарифы на импорт, организует кооперативные общества восстановления и определяет условия компенсации за ущерб, нанесённый войной. Во время Лондонской конференции (1921) он договорился о размере репараций, которые должна Германия, а затем выступил против проекта моратория, предложенного премьер-министром Аристидом Брианом. Столкнувшись с падением доходов, оставаясь приверженным принципу бюджетной сбалансированности, он инициировал реформу налоговой системы, создав консультативный комитет по налогам и государственным доходам. Он увеличивает французский бюджет с 20 до 28 миллиардов франков, в частности, за счёт сокращения операционных расходов государства и привилегий министерств.
В 1924 году после переизбрания в Сенат покинул группу Республиканского союза, чтобы присоединиться к группе радикально-демократических левых и радикально-социалистических групп под председательством Жана-Батиста Бьенвеню-Мартина. В июле 1925 года был утверждён председателем бюджетного комитета.
В 1925—1926 годах в третий раз занимал пост министра финансов. В период большого ажиотажа на финансовых рынках безуспешно пытался остановить падение франка и сократить государственный дефицит. Создал эмиссионный банк на Мадагаскаре и реорганизовал Maritime Credit. Был убеждённым сторонником налога на прибыль, от которого отказались консерваторы. Летом 1926 года президент республики Гастон Думерг попросил его сформировать кабинет. Однако, не имея большинства и отказавшись от каких-либо компромиссов по вопросу военных репараций, он отказался от должности главы правительства. В ноябре 1926 года он вернулся на пост президента финансового комитета Сената.
В 1927—1931 годах — председатель французского Сената. Продолжая свою правую эволюцию, в январе 1931 года он покинул группу радикально-демократических левых и радикально-социалистических сил.

### Президент Франции
На президентских выборах 1931 года ему противостоял Аристид Бриан, который неоднократно возглавлял французское правительство. Однако на тот момент у министра иностранных дел Бриана среди парламентариев было довольно много противников, в то время как политически нейтральный, лично честный и стабильный в своей карьере Думер явился устраивавшей всех кандидатурой. Сыграла роль и трагическая судьба его семьи.
74-летний Думер был одним из самых пожилых президентов Франции на момент вступления в должность (ему было только на 53 дня меньше, чем Адольфу Тьеру). На непродолжительный период его правления пришёлся ряд правительственных кризисов. Много времени уделял исполнению представительских функций. Он сократил операционные расходы и количество приёмов в Елисейском дворце. Увлечённый наукой, он работает над созданием зоологического парка «Венсенский лес», который откроет уже его преемник.
В сфере внешней политики и национальной обороны, которые вызвали его интерес в напряжённом глобальном контексте, он был решительным англофилом: неоднократно разговаривая с британским послом во Франции, он защищал союз с Соединённым Королевством. Противник какой-либо франко-германской дружбы, он отказался принимать представителей Веймарской республики в Елисейском дворце от имени своих сыновей, погибших за Францию. 
Был привержен политике колониализма, в частности, принимал участие в Международной колониальной выставки, которая проходила с мая по ноябрь 1931 года в Париже.
Убийство
Его президентский срок продлился без недели год и был прерван от руки убийцы: 6 мая 1932 года русский эмигрант, казак, автор сборника стихов и «основатель фашистской зелёной партии» Павел Тимофеевич Горгулов, имея пригласительный билет на имя «писателя-ветерана Поля Бреда (Paul Brède)» (его литературный псевдоним), прошёл на книжную ярмарку ветеранов, которую открывал президент республики, и выстрелил в него несколько раз из пистолета Browning M1910. В президента попали две пули: одна в основание черепа, выйдя за ухом, а другая в правую лопатку. Потерявший сознание Думер был доставлен в госпиталь, где во время операции пришёл в себя и спросил: «Что со мной случилось?» Ему ответили: «Вы попали в автомобильную аварию». — «Надо же, я ничего не заметил!» — сказал Думер, вновь впал в забытье и скончался в 4 часа утра 7 мая.
Погибшему президенту были устроены торжественные похороны с заупокойной мессой в соборе Нотр-Дам де Пари. Правительство предлагало похоронить Думера в Пантеоне, как и убитого в 1894 году президента Сади Карно, но вдова главы государства не пожелала этого; гроб Думера был внесён под сень Пантеона, но затем предан земле в семейном склепе на кладбище Вожирар.
Русская эмиграция, стремясь проявить признательность Франции и отмежеваться от Горгулова, почтила память Думера. Панихида о нём была отслужена митрополитом Евлогием (Георгиевским) в Александро-Невском соборе на улице Дарю; в панихиде участвовали представители Русского общевоинского союза и других эмигрантских военных организаций. На торжественной мессе в день похорон присутствовал глава РОВС генерал Е. К. Миллер и другие деятели белой эмиграции.

## Масонство
В декабре 1879 года в возрасте 22 лет по рекомендации Анри Мартена и Уильяма Ваддингтона был посвящён в масоны Парижской ложей Union Fraternelle, соучастником и хозяином которой он стал в следующем году.
По назначению от Братского союза он с 1884 по 1888 год находился в составе конвента либерального послушания ложи «Великий восток Франции», с 1888 по 1895 год входил в совет ложи. В отличие от других политиков, он отказывается выходить из масонства, когда был избран депутатом парламента. Затем он был связан с двумя ложами в Айснепе, с ложей Эльзас-Лотарингия, а также с ложей Вольтера, соучредителем и «почтенным хозяином» которой он был в течение нескольких лет. В 1891 году он присоединился к ложе Le Réveil de l’Yonne.
Масонство позволило ему наладить отношения с политическими деятелями, в частности с Леоном Буржуа. В своём послушании он защищала выраженный патриотизм, антиклерикализм и реформу налоговой системы. На посту министра финансов (1895—1896), он участвовал в работе, проводимой «Великим Востоком» по подоходному налогу.
Впоследствии он разочаровался в масонстве, считал это следствием пагубной трансформации в виде доносительства, фаворитизма, интернационализма. В ходе президентских выборов 1906 года столкнулся с враждебностью масонов. Однако до конца жизни оставался почётным членом Союза братств.

## Семья
В августе 1878 года в ратуше 2-го округа Парижа он женился на Бланш Ришель (1859–1933) из семьи, в которой он жил во время учёбы. От брака рождаются восемь детей:
- Фернан Поль (1879—1972), офицер и промышленник,
- Элен Бланш (1880—1968),
- Марсель Виктор (1886—1918), инженер, погиб в конце Первой мировой войны,
- Рене Леон (1887—1917), банковский служащий, погиб в Первой мировой войне,
- Андре Карл (1889—1914), лейтенант артиллерии, погиб в Первой мировой войне,
- Арман Альбер (1890—1923), доктор медицины, умер в результате болезни, перенесённой в Первую мировую войну,
- Люсиль Джейн (1893—1917), умерла от горя после гибели братьев во время Первой мировой войны,
- Жермен Луиза (1897—1985), боец «Сопротивления», застрелившая немецкого унтер-офицера во время Второй мировой войны.

Памяти погибших в Первую мировую войну сыновей Думер посвятил политический трактат-завещание «Книга моих сыновей». После его смерти в Париже был издан русский перевод этой книги.

## Награды и звания
- Большой крест ордена Почётного легиона
- Большая лент Королевского ордена Камбоджи
- Большой ленты ордена Дракона Аннама
- Большой крест ордена Звезды Анжуана
- Большой крест ордена Нишан-эль-Ануар